# Iron
Iron er det andet studiealbum fra det finske viking/folk metal-band Ensiferum. Det er det sidste album med Jari Mäenpää, før han dannede Wintersun samme år.

## Spor
Alle sangtekster af Jari Mäenpää bortset fra "Tears" af Jari Mäenpää og Kaisa Saari.
1. "Ferrum Aeternum" – 3:28
2. "Iron" (Mäenpää, Toivonen) – 3:53
3. "Sword Chant" (Mäenpää) – 4:44
4. "Mourning Heart (Interlude)" – 1:23
5. "Tale of Revenge" (Mäenpää, Toivonen) – 4:30
6. "Lost in Despair" (Mäenpää, Toivonen) – 5:37
7. "Slayer of Light" (Mäenpää, Toivonen) – 3:10
8. "Into Battle" (Mäenpää, Toivonen) – 5:52
9. "Lai Lai Hei" (Mäenpää) – 7:15
10. "Tears" (Mäenpää, Toivonen, Saari) – 3:20

### Bonusspor på Limited Edition
1. "Battery" (Metallica cover) – 5:13